# Carnevalera
Carnevalera, nota anche come Carnevalera 1991-1997, è la prima raccolta del gruppo musicale torinese dei Mau Mau, che contiene alcuni brani del periodo che va dal 1992 al 1997.

## Tracce
1. La ola – 4:30
2. Ellis Island – 4:33
3. Adorè – 4:06
4. Bàss Paradis – 3:41
5. Balon Combo – 3:54
6. Makè Manà – 5:23
7. Razza predona – 3:23
8. Mostafaj – 4:06
9. Ël Mat – 4:03
10. Paseo Colon – 4:47
11. Neir – 3:57
12. Radio canta Elèna – 3:36
13. Soma La Macia – 3:58

## Formazione
- Luca Morino - chitarra e voce
- Fabio Barovero - fisarmonica e voce
- Tatè Nsongan - percussioni e voce